# Sydney Indoor
Il Sydney Indoor è stato un torneo maschile di tennis che si giocava a Sydney in Australia. L'evento ha assunto diversi nomi nel corso della sua storia, ha fatto parte del Grand Prix (tennis) dal 1973 al 1989 e dell'ATP Tour dal 1990 al 1994. Fino al 1982 si è giocato sul cemento indoor dell'Hordern Pavilion e a partire dal 1983 al Sydney Entertainment Centre.

## Albo d'oro

### Singolare
| Anno | Nome del torneo                                      | Campione             | Finalista            | Punteggio               |
| ---- | ---------------------------------------------------- | -------------------- | -------------------- | ----------------------- |
| 1973 | Australian Indoor Championships                      | Rod Laver            | John Newcombe        | 3–6, 7–5, 6–3, 3–6, 6–4 |
| 1974 | Australian Indoor                                    | John Newcombe        | Cliff Richey         | 6–4, 6–3, 6–4           |
| 1975 | Custom Credit Indoor Tennis Tournament               | Stan Smith           | Robert Lutz          | 7–6, 6–2                |
| 1976 | Custom Credit Indoors                                | Geoff Masters        | James Delaney        | 4–6, 6–3, 7–6, 6–3      |
| 1977 | Custom Credit Australian Indoors                     | Jimmy Connors (1)    | Ken Rosewall         | 7–5, 6–4, 6–2           |
| 1978 | Custom Credit Australian Indoor Championships        | Jimmy Connors (2)    | Geoff Masters        | 6–0, 6–0, 6–4           |
| 1979 | Custom Credit Australian Indoor                      | Vitas Gerulaitis     | Guillermo Vilas      | 4–6, 6–3, 6–1, 7–6      |
| 1980 | Custom Credit Australian Indoor Championships        | John McEnroe (1)     | Vitas Gerulaitis     | 6–3, 6–4                |
| 1981 | Custom Credit Australian Indoor                      | John McEnroe (2)     | Roscoe Tanner        | 6–4, 7–5, 6–2           |
| 1982 | Custom Credit Australian Indoor Championships        | John McEnroe (3)     | Gene Mayer           | 6–4, 6–1, 6–4           |
| 1983 | Custom Credit Australian Indoor Championships        | John McEnroe (4)     | Henri Leconte        | 6–1, 6–4, 7–5           |
| 1984 | Custom Credit Australian Indoor Championships        | Anders Järryd        | Ivan Lendl           | 6–3, 6–2, 6–4           |
| 1985 | Custom Credit Australian Indoor Tennis Championships | Ivan Lendl (1)       | Henri Leconte        | 6–4, 6–4, 7–6           |
| 1986 | Swan Premium Open                                    | Boris Becker (1)     | Ivan Lendl           | 3–6, 7–6, 6–2, 6–0      |
| 1987 | Swan Premium Sydney Indoor                           | Ivan Lendl (2)       | Pat Cash             | 6–4, 6–2, 6–4           |
| 1988 | Swan Premium Open                                    | Slobodan Živojinović | Richard Matuszewski  | 7–6, 6–3, 6–4           |
| 1989 | Australian Indoor Tennis Championships               | Ivan Lendl (3)       | Lars-Anders Wahlgren | 6–2, 6–2, 6–1           |
| 1990 | Australian Indoor Tennis Championships               | Boris Becker (2)     | Stefan Edberg        | 7–6(4), 6–4, 6–4        |
| 1991 | Australian Indoor Tennis Championships               | Stefan Edberg        | Brad Gilbert         | 6–2, 6–2, 6–2           |
| 1992 | Australian Indoor Tennis Championships               | Goran Ivanišević     | Stefan Edberg        | 6–4, 6–2, 6–4           |
| 1993 | Ansett Australian Indoor Tennis Championships        | Jaime Yzaga          | Petr Korda           | 6–4, 4–6, 7–6, 7–6      |
| 1994 | Australian Indoor Tennis Championship                | Richard Krajicek     | Boris Becker         | 7–6, 7–6, 2–6, 6–3      |

### Doppio
| Anno | Campioni                                | Finalisti                       | Punteggio     |
| ---- | --------------------------------------- | ------------------------------- | ------------- |
| 1973 | Rod Laver John Newcombe (1)             | Malcolm Anderson Ken Rosewall   | 7–6, 6–2      |
| 1974 | Ross Case Geoff Masters                 | John Newcombe Tony Roche        | 6–4, 6–4      |
| 1975 | Brian Gottfried Raúl Ramírez            | Ross Case Geoff Masters         | 6–4, 6–2      |
| 1976 | Ismail El Shafei Brian Fairlie          | Syd Ball Kim Warwick            | 4–6, 6–4, 7–6 |
| 1977 | John Newcombe (2) Tony Roche (1)        | Ross Case Geoff Masters         | 6–7, 6–3, 6–1 |
| 1978 | John Newcombe (3) Tony Roche (2)        | Mark Edmondson John Marks       | 6–4, 6–3      |
| 1979 | Rod Frawley Francisco González          | Vijay Amritraj Pat Du Pré       | walkover      |
| 1980 | Peter Fleming (1) John McEnroe (1)      | Tim Gullikson Johan Kriek       | 4–6, 6–1, 6–2 |
| 1981 | Peter Fleming (2) John McEnroe (2)      | Sherwood Stewart Ferdi Taygan   | 6–7, 7–6, 6–1 |
| 1982 | John McEnroe (3) Peter Rennert          | Steve Denton Mark Edmondson     | 6–3, 7–6      |
| 1983 | Mark Edmondson Sherwood Stewart         | John McEnroe Peter Rennert      | 6–2, 6–4      |
| 1984 | Anders Järryd (1) Hans Simonsson        | Mark Edmondson Sherwood Stewart | 6–4, 6–4      |
| 1985 | John Fitzgerald (1) Anders Järryd (2)   | Mark Edmondson Kim Warwick      | 6–3, 6–2      |
| 1986 | Boris Becker John Fitzgerald (2)        | Peter McNamara Paul McNamee     | 6–4, 7–6      |
| 1987 | Darren Cahill (1) Mark Kratzmann        | Boris Becker Robert Seguso      | 6–3, 6–2      |
| 1988 | Darren Cahill (2) John Fitzgerald (3)   | Marty Davis Brad Drewett        | 6–3, 6–2      |
| 1989 | David Pate Scott Warner                 | Darren Cahill Mark Kratzmann    | 6–3, 6–7, 7–5 |
| 1990 | Broderick Dyke Peter Lundgren           | Stefan Edberg Ivan Lendl        | 6–2, 6–4      |
| 1991 | Jim Grabb Richey Reneberg (1)           | Luke Jensen Laurie Warder       | 6–4, 6–4      |
| 1992 | Patrick McEnroe (1) Jonathan Stark      | Jim Grabb Richey Reneberg       | 6–2, 6–3      |
| 1993 | Patrick McEnroe (2) Richey Reneberg (2) | Alexander Mronz Lars Rehmann    | 6–3, 7–5      |
| 1994 | Jacco Eltingh Paul Haarhuis             | Byron Black Jonathan Stark      | 6–4, 7–6      |